# Hualca Hualca
El Hualca Hualca es un volcán de tipo estratovolcán al sur del Perú. Está localizado en la Cordillera de los Andes a 6025 m s. n. m., en el departamento de Arequipa. Es el volcán más antiguo de un complejo volcánico que incluye otros dos volcanes: el Ampato y el Sabancaya. 

## Descripción
El Hualca Hualca se habría formado durante el Plioceno y al comienzo del Cuaternario, durante la cual la cima habría alcanzado al menos 6500 m s. n. m. Actualmente muestra una morfología de caldera en forma de herradura abierta hacia el norte. Una reactivación del volcán durante el Pleistoceno habría producido la desestabilización del flanco norte y su posterior colapso. La barrera natural del río Colca habría entonces provocado la formación de una cuenca lacustre en la cabecera del valle entre Lari y Chivay. La vertiente norte del volcán, posee numerosos domos volcánicos, flujos de lava extensos con distintos diques y depósitos de flujos piroclásticos.